# Jean-Baptiste Pigalle

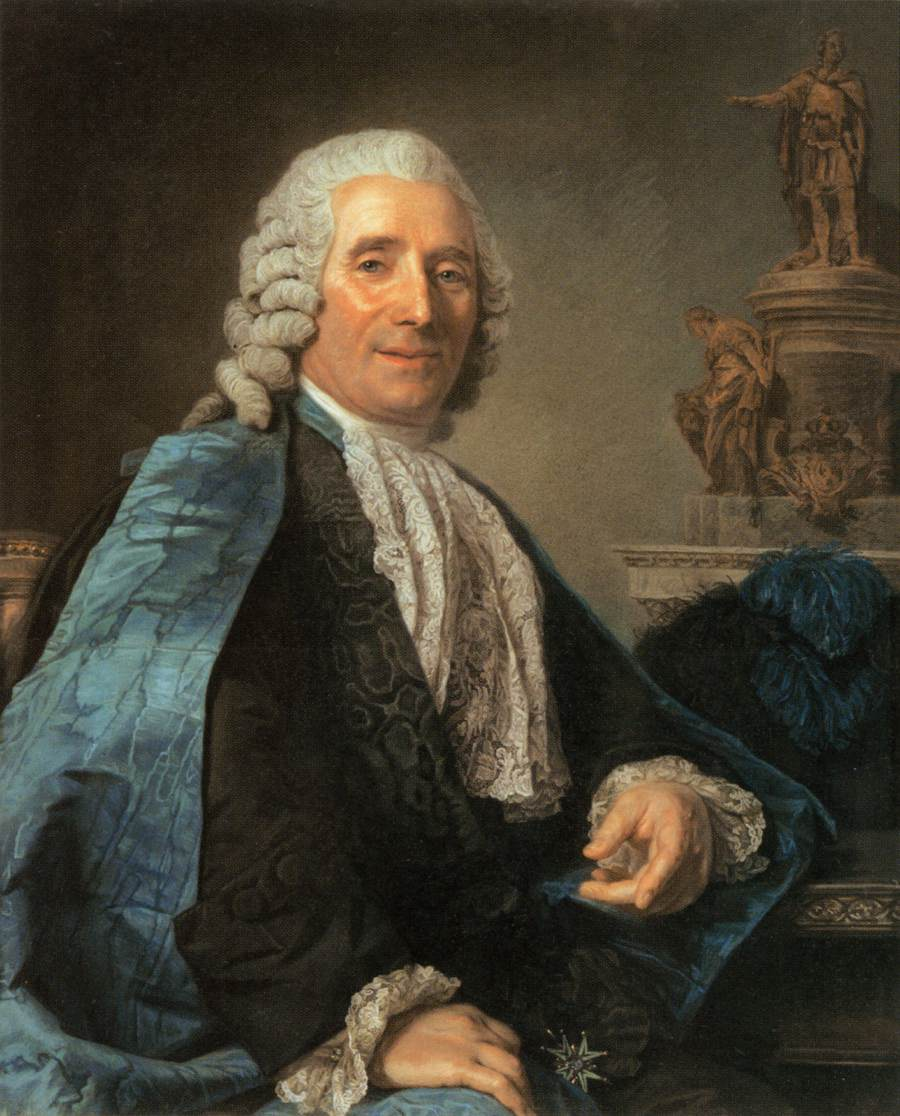
Jean-Baptiste Pigalle, Gemälde von Marie-Suzanne Roslin

Jean-Baptiste Pigalle (* 26. Januar 1714 in Paris; † 20. August 1785 ebenda) war ein französischer Bildhauer.
Er wurde in Paris als siebentes Kind eines Zimmermanns geboren und gehörte zu den populärsten Bildhauern seiner Zeit. Er lernte bei Robert Le Lorrain und im Anschluss bei Jean-Baptiste Lemoyne. Er gewann nicht den ersten Preis der Académie royale de peinture et de sculpture, der ihm ein kostenloses Studium in Rom ermöglicht hätte, und ging 1735 auf eigene Kosten nach Rom, wo er antike Statuen kopierte.
Pigalle kehrte 1741 nach Paris zurück und wurde am 4. November dieses Jahres mit seiner Mercure-Statue an der Académie royale de peinture et de sculpture zugelassen. Die Marmorausführung des Mercure diente ihm am 30. Juli 1744 als morceau de réception. Als König Ludwig XV. von Frankreich 1746 bei Pigalle eine Marmorausführung dieser Figur bestellte, erhielt Pigalle damit seinen ersten prestigeträchtigen Auftrag. Der französische König schenkte diese Version von Pigalles Merkur zusammen mit einer Venus-Statue als Pendant Friedrich II. von Preußen. Sie wurden im Schlosspark von Sanssouci aufgestellt. Heute befinden sich dort Kopien, die originalen Marmorstücke werden im Bode-Museum in Berlin aufbewahrt.
1766 bildete Pigalle in einer Skulptur Voltaire nackt auf einem Baumstumpf sitzend ab. Von dieser Skulptur ließ sich Friedrich II. eine Kopie anfertigen, die im Vestibül von Sanssouci aufgestellt wurde.
Nach Pigalle ist das Pariser Vergnügungsviertel Pigalle benannt.

Skulpturen von Pigalle
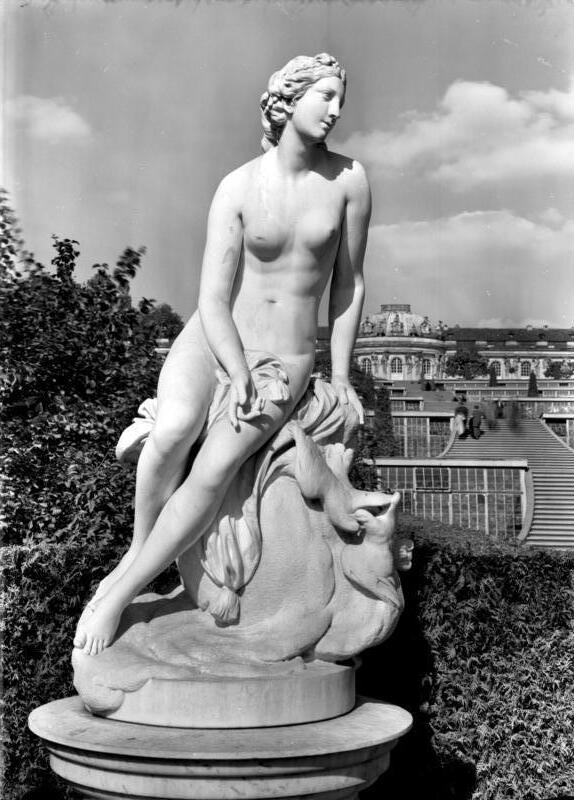
Kopie der Venus in Sanssouci, Original von 1748 im Bode-Museum
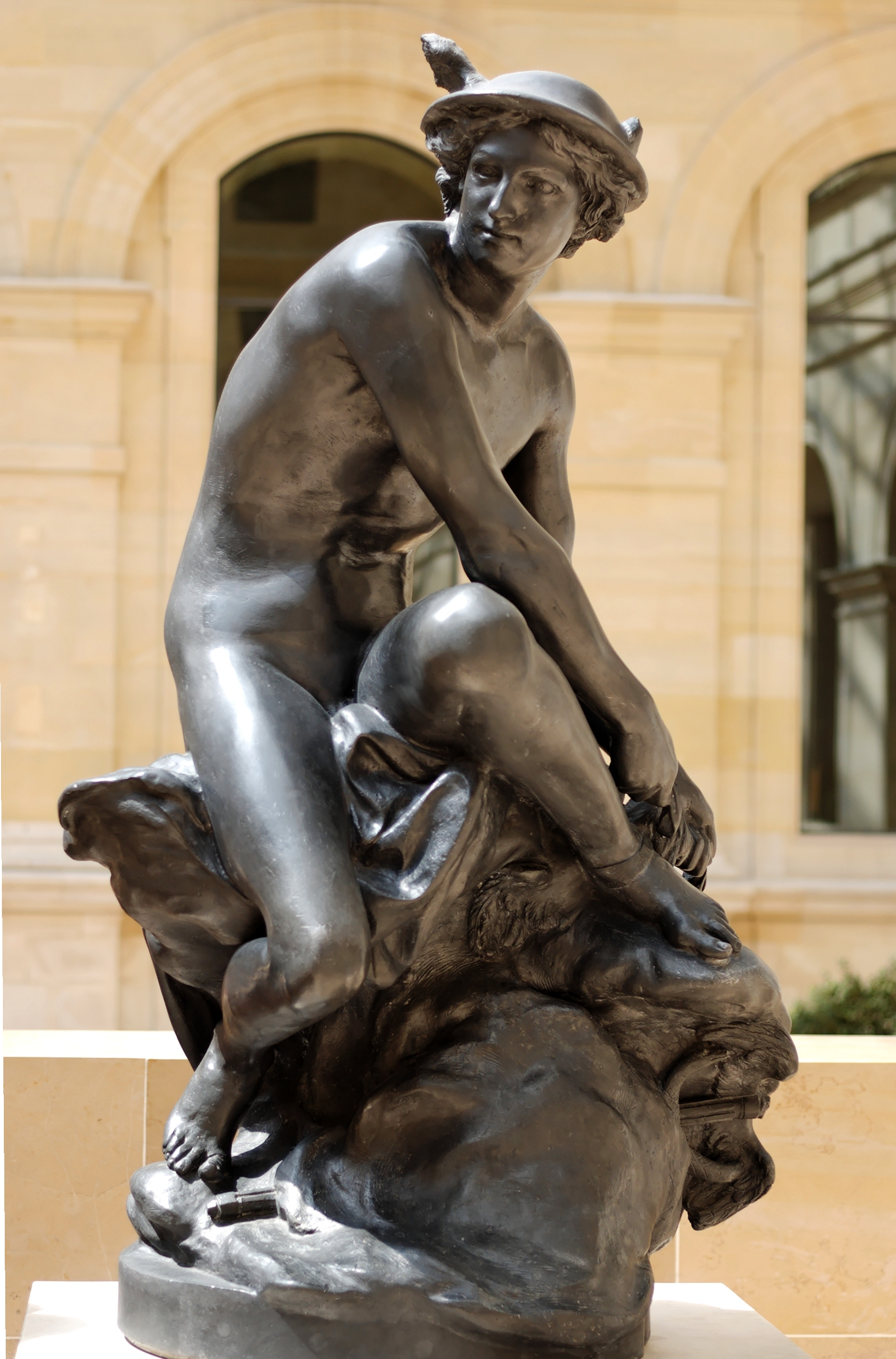
Merkur im Louvre 1753
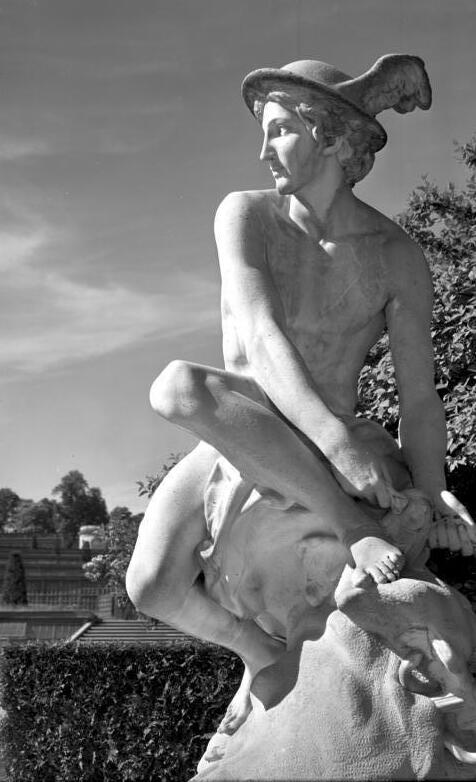
Merkur in Sanssouci
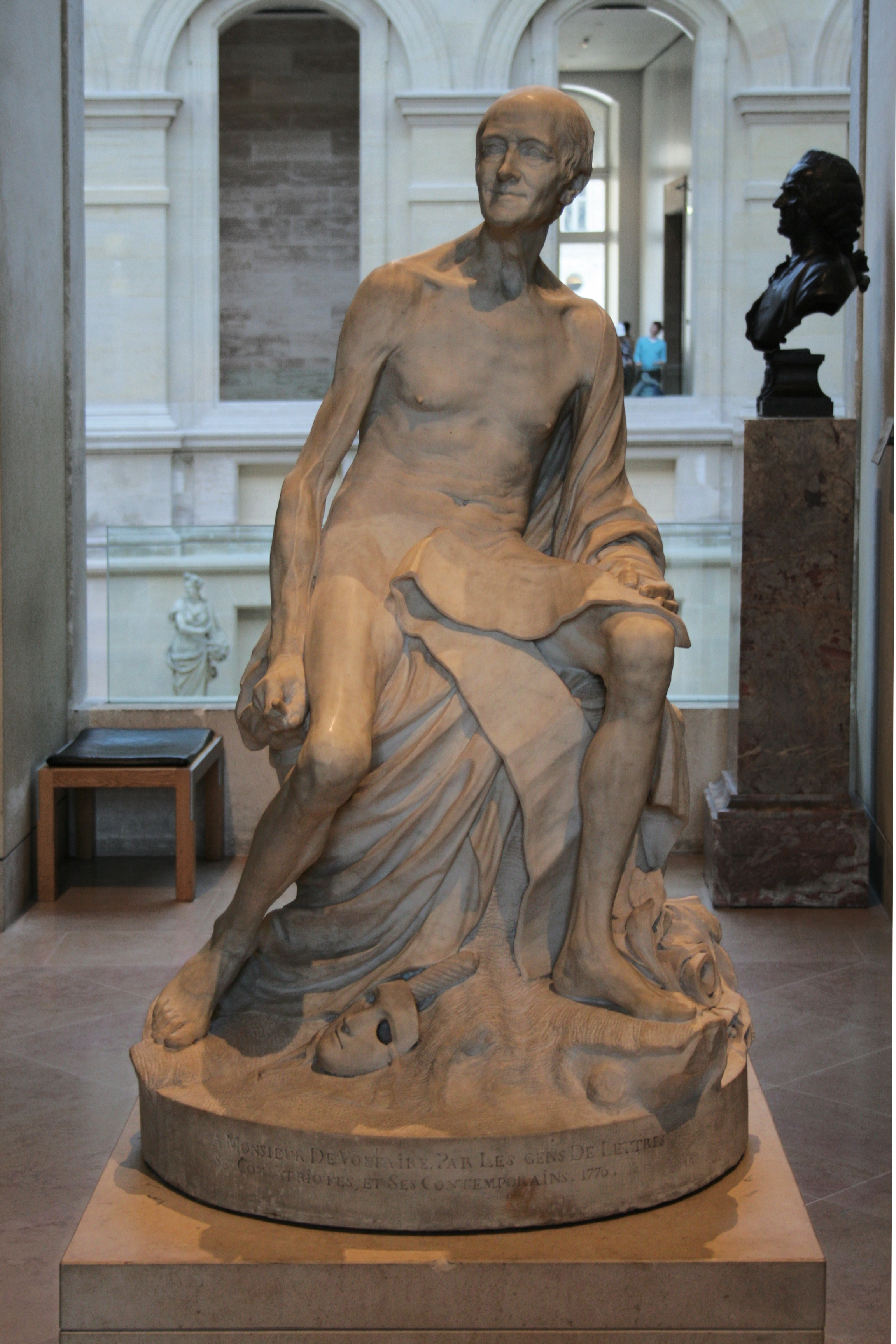
Voltaire im Louvre
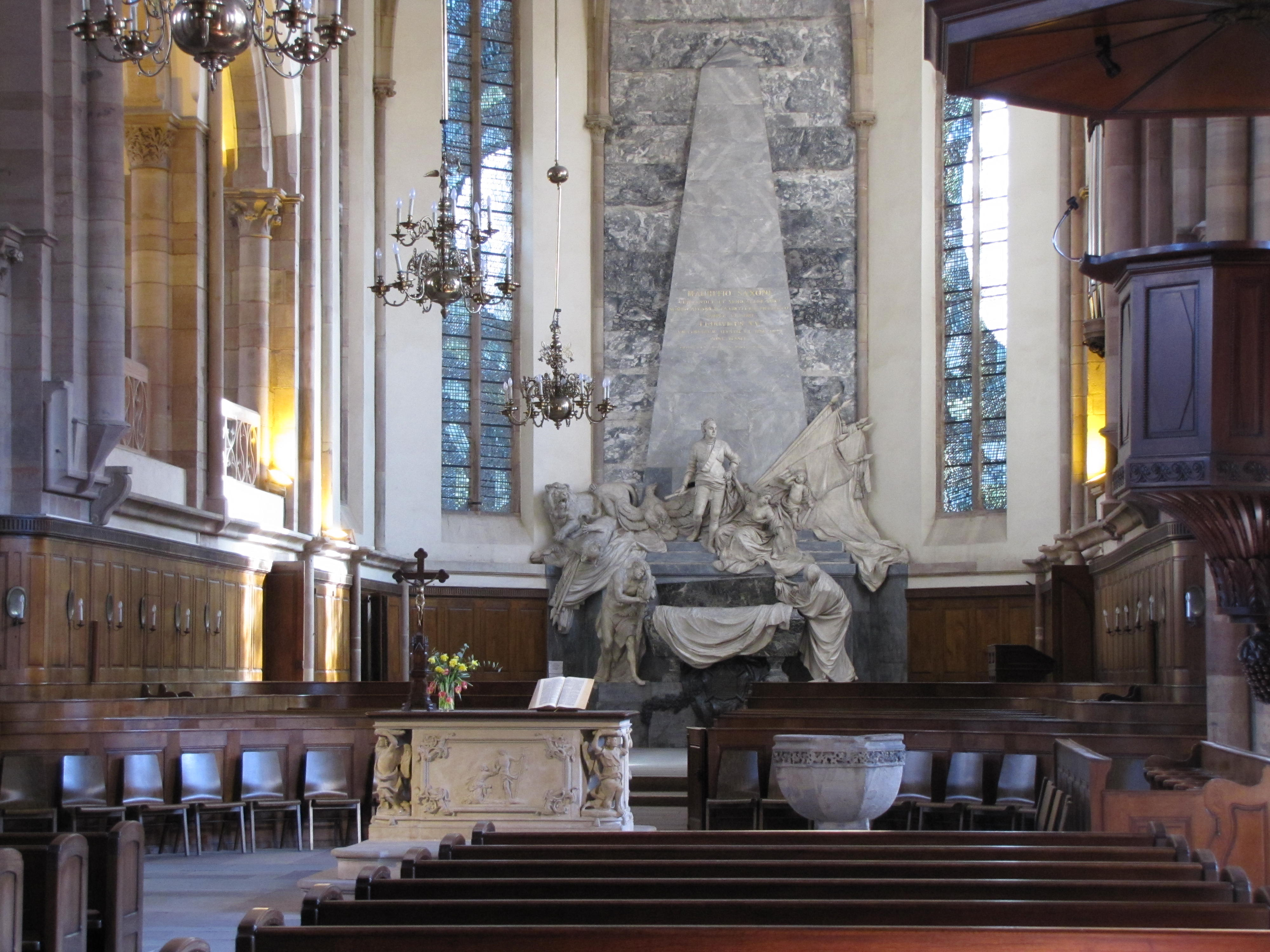
Moritz von Sachsen in Straßburg